# Yaphank
Yaphank è una comunità e census-designated place (CDP) situato nella Contea di Suffolk dello stato di New York negli Stati Uniti d'America. La popolazione era di 5.945 al tempo del censimento del 2010.